# Lonnie Warwick
Lonnie Warwick (Raleigh County, West Virginia; 26 de febrero de 1942 – 28 de octubre de 2024) fue un jugador estadounidense de fútbol americano que jugó diez temporadas con dos equipos en la NFL en la posición de linebacker, donde fue campeón en 1969.

## Carrera
A nivel universitario jugó primero con Tennessee Volunteers pero a mitad de año fue transferido a Tennessee Tech Golden Eagles, con quien cursó el resto de su educación superior. En 2013 Warwick pasó a ser miembro del West Virginia North-South Football Hall of Fame.
Warwick trabajo un año en la Southern Pacific Railroad en Arizona antes de ser contratado como agente libre por los Minnesota Vikings en 1964. Pasó a ser linebacker titular de los llamados Purple People Eaters, apodo por el que se le conoció a la defensa de los Vikings entre finales de los años 1960 e inicios de los años 1970. Fue conocido como "el hombre más malo del fútbol americano" por su compañero de equipo Joe Kapp.
Warwick lideró a los Vikings en tackleadas por cuatro años, y regresó una patada bloqueada para touchdown en 1965. Tuvo cuatro intercepciones y recuperó dos fumbles en 1969, además de conseguir tres intercepciones en 1970. Fue el linebacker titular en el Super Bowl IV, donde los Kansas City Chiefs eran amplios favoritos ante los Vikings. Warwick jugó con el tobillo torcido en el partido de campeonato de la National Football League ante los Cleveland Browns la semana anterior. Estuvo complrblemas de rodilla gran parte de la temporada de 1971 en la que solo estuvo en cuatro partidos, y en 1972 solo jugó seis partidos, lo que hizo que los Vikings alinearan al novato Jeff Siemon en su lugar, posición que ocupó hasta 1981. Pasó a formar parte de los Atlanta Falcons en 1973 luego de no conseguir un acuerdo contractual con los Vikings. Jugó los 14 partidos con los Falcons en 1973 y 1974 antes de retirarse. En 1975 Warwick salió del retiro para jugar con los San Antonio Wings de la World Football League, equipo que desapareció al finalizar la temporada.

## Tras el retiro
Warwick pasó a ser coach en los Washington Redskins por varios años, cargo que turnaba con el de jugador. Fue coach de la Universidad de Salem, equipo semiprofesional en West Virginia, y con el Denver Gold de la United States Football League. Luego se mudó a Mount Hope en Fayette County, West Virginia donde ayudó a equipos locales de secundaria.